# Електроцентрала на изкопаемо гориво
Eлектроцентралата на изкопаемо гориво, или електроцентрала, изгаряща изкопаеми горива, е електроцентрала, чието основно гориво е на въглеродна основа – тоест фосилни горива (сурови или преработени) като въглища, природен газ, мазут, дизелово гориво и др. Конвенционални електроцентрали се наричат централите на изкопаемо гориво, които използват въглища, или по-общо всички централи на изкопаемо гориво, или най-общо последните заедно с водноелектрическите централи.
Терминът покрива понятието топлоелектрическа централа (съкратено топлоелектроцентрала или ТЕЦ) в неговия първоначален смисъл на електроцентрала, в която чрез водна пара под налягане (добита чрез горене на изкопаемо минерално гориво) се задвижват турбини и се произвежда електричество. По-късно обаче се разработват и нови технологии и съоръжения за електропроизводство чрез топлина – като атомна електрическа централа и слънчева електроцентрала.
Освен това на български език представката топло- (или аналогичните чужди заемки термо- и термична) може да се асоциира, вместо с топлина и топлинна енергия (заради топлинния процес при горенето), с термина топлофикация (или топлоснабдяване – с водна пара и топла вода, наричани в този промишлен смисъл „топлинна енергия“), което е основание за някои под понятието топлоелектроцентрала да разбират „топлофикационна централа“, т.е. задължително да е с комбинирано производство – не само на електричество, но и на „топлоенергия“.
Поради тези причини терминът електроцентрала на изкопаемо гориво е въведен в опит да бъдат разграничени конвенционалните електроцентрали от новите съоръжения за електропроизводство (АЕЦ и др.), както и да се избегне двусмислието от употребата на топло-.